# Chemin de fer de Noyon à Ham
La ligne de Noyon à Ham est une ancienne ligne de chemin de fer secondaire des Chemins de fer départementaux de l'Oise.

## Histoire
La ligne est mise en service en 1895 entre Noyon et Guiscard par la Compagnie des Chemins de fer de Milly à Formerie et de Noyon à Guiscard et à Lassigny (NFNGL).
En 1913, elle est prolongée à Ham.
En 1920, la compagnie est absorbée par la Compagnie générale de voies ferrées d'intérêt local (CGL) qui reprend l'exploitation de la ligne.